# Odnošenje kapljica
Odnošenje kapljica (eng. carryover with steam) je pojam koji se koristi kod kotlova i generatora pare, a odnosi se na odnošenje kapljica vode (a s njima i otopljene soli i suspendiranih čvrstih čestica) s vodenom parom, a uzrokuje taloženje sadržanih soli na unutarnjim stijenkama cijevi pregrijača i lopaticama parnih turbina. Taloženje soli na stijenkama pregrijača uzrokuje pregrijavanje materijala cijevi i njihovo oštećenje. Taloženje soli na lopaticama uzrokuje smanjenje učinkovitosti rada parne turbine, porast otpora strujanju i povećanje aksijalne sile, koja može dovesti do oštećenja aksijalnog (odrivnog) ležaja. Nečistoće u napojnoj vodi u obliku otopljenih soli i susprendiranih čvrstih čestica koncentriraju se (ugušćuju) zbog isparavanja unutar generatora pare. Ako odvajanje vodene pare u parnom bubnju nije učinkovita, kapljice vode odnose se s parom.

## Sprječavanje odnošenje kapljica vode s parom
Da bi se spriječilo odnošenje kapljica vode s parom, potrebno je što učinkovitije odvajanje čestica vode od izlazne vodene pare, a na to utječe nekoliko činilaca koji mogu biti mehanički ili kemijski. Najznačajniji mehanički utjecajni čimbenici su konstrukcija generatora pare, razina vode u parnom bubnju i pogonski uvjeti rada. Kemijski čimbenici su koncentracija soli u vodi unutar generatora pare, alkalnost i unutarnja kemijska obrada vode. Konstruktivni čimbenici koji utječu na pojavu odnošenja u prvom su redu radni tlak, učinak proizvodnje pare, mjere parnog bubnja, brzina kruženja vode u generatoru pare, izvedba spojeva silaznih i uzlaznih cijevi na bubnju, te vrsta i učinkovitost ugrađenih uređaja za odvajanje vodene pare. 
Razina vode u parnom bubnju ima posebno velik utjecaj na opasnost od povlačenja kapljica vode s izlaznom parom. Može se svrstati u konstruktivni čimbenik, koji je određen položajem normalne razine vode u parnom bubnju, a i u pogonski čimbenik, jer razina vode u radu se mijenja oko normalne visine, ovisno o djelovanju upravljanja napajanja i promjeni opterećenja. Što je razina vode viša, opasnost od zasoljavanja pregrijača i parne turbine je veća. 
Pogonski uvjeti takoder znatno utječu na čistoću izlazne pare. Pri radu s višim opterećenjem, opasnost od povlačenja kapljica vode s izlaznom parom je veća. Osim toga, nagle promjene opterećenja generatora pare, kad se mijenja razina vode i tlak, mogu značajno pridonijeti problemu odnošenje kapljica vode s parom u parnom bubnju. Nagla povećanja potrošnje pare uzrokuju odredeni pad tlaka, a zbog toga i širenje (ekspanziju) vode unutar bubnja; dakle povećanje razine vode, što opet uzrokuje opasnost od povlačenja kapljica vode. 
Kemijski čimbenici koji utječu na odnošenje soli s izlaznom parom iskazuju se u dvama glavnim oblicima: pjenjenjem i selektivnim odnošenjem soli s parom. Pjenjenje je pojava stvaranja mjehurića na površini vode. Pri pucanju tih mjehurića stvaraju se sitne čestice vode koje vodena para lagano odnosi sa sobom. Što je sadržaj soli u vodi veći, nastali mjehurići su stabilniji, pa pjena katkada može ispuniti čitav parni prostor. Pjenjenje vode u parnom bubnju može biti uzrokovano sadržajem ulja ili organskih tvari. Selektivno odnošenjem soli s parom nastaje zbog svojstava vodene pare da otapa neke sastojke u vodi: natrijev sulfat, natrijev klorid, natrijev hidroksid i natrijev fosfat. Međutim, treba naglasiti da se to događa samo kod viših radnih tlakova, većih od 100 bara. Ako je u toku pogona uočeno pjenjenje, valja ukloniti uzrok onečišćenja vode u generatoru pare (prodor morske vode, prodor ulja ili ostalih organskih tvari) i značajno odsoljavati vodu iz generatora pare, da bi se smanjila koncentracija soli. Kod generatora pare koji su zbog bilo kojih razloga podložni pjenjenju, potrebno je u vodu dodavati posebne kemikalije koje umanjuju tu pojavu.

## Odvlaživanje pare
Odvlaživanje pare ili separacija pare se koristi uglavnom za vodenu paru koja iz parnoga bubnja izlazi prema pregrijaču pare, da bi što više odvojile čestice vode od pregrijane pare, te tako spriječe problemi koje bi vlažnost pare izazvala u pregrijaču pare ili parnoj turbini. Pri radu generatora pare dio se vode iz parnog bubnja u obliku sitnih kapljica povlači zajedno s parom (odnošenje kapljica), a uređaji za odvlaživanje pare imaju namjenu da to što više smanje. Kapljice vode u izlaznoj pari iz bubnja štete u radu generatora pare jer sadrže povećanu koncentraciju soli (zbog ugušćenja vode u parnom bubnju kod isparivanja), koje se tada talože na unutarnjim stijenkama cijevi pregrijača, cjevovoda i lopaticama parnih turbina.
Taloženje soli na stijenkama cijevi pregrijača pare uzrokuje povećanje otpora strujanju, smanjenje prijelaza topline, toplinsko opterećenje materijala i ponekad do puknuća cijevi. Taloženje soli na stijenkama turbinskih lopatica povećava gubitke u njima, a zbog povećanja otpora strujanja raste aksijalna sila, pa može nastati nedopušteni aksijalni pomak i oštećenje aksijalnog odrivnog ležaja parne turbine. 